# Cardeñuela Riopico
Cardeñuela Riopico là một đô thị trong tỉnh Burgos, Castile và León, Tây Ban Nha. Theo điều tra dân số 2007 (INE), đô thị này có dân số là 111 người.
42°21′36″B 3°33′28″T / 42,36°B 3,55778°T